# Placówka Straży Granicznej II linii „Korbielów”

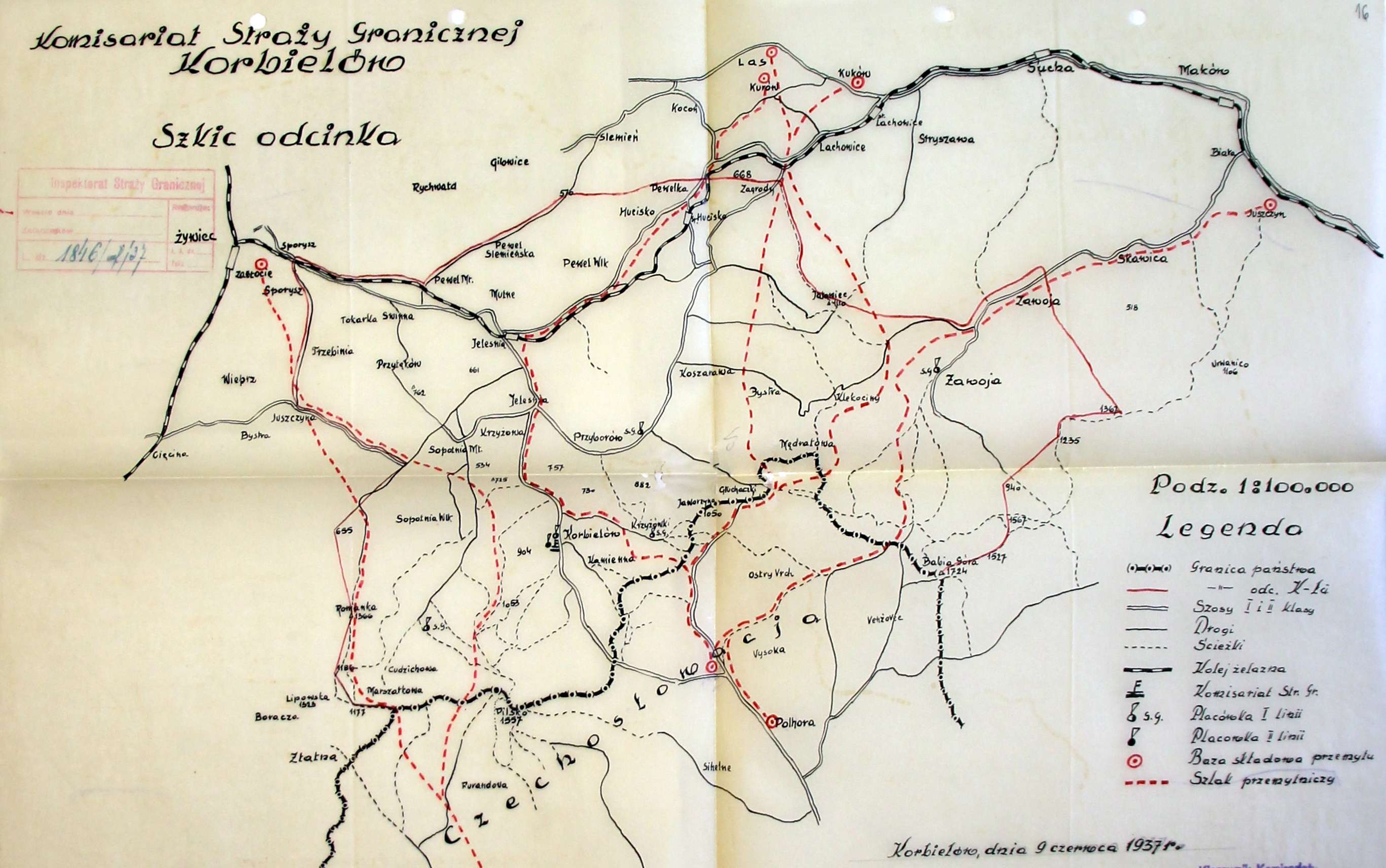
Szkic komisariatu SG „Korbielów”

Placówka Straży Granicznej II linii „Korbielów” – jednostka organizacyjna Straży Granicznej pełniąca służbę ochronną na granicy polsko-czechosłowackiej w okresie międzywojennym.

## Formowanie i zmiany organizacyjne
Rozporządzeniem Prezydenta Rzeczypospolitej Polskiej Ignacego Mościckiego z 22 marca 1928 roku, do ochrony północnej, zachodniej i południowej granicy państwa, a w szczególności do ich ochrony celnej, powoływano z dniem 2 kwietnia 1928 roku  Straż Graniczną.
Rozkazem nr 10 z 5 listopada 1929 roku w sprawie reorganizacji Śląskiego Inspektoratu Okręgowego komendant Straży Granicznej płk Jan Jur-Gorzechowski powołał komisariat Straży Granicznej „Korbielów”. 
Placówka Straży Granicznej II linii „Korbielów” znalazła się w jego strukturze.
Rozkazem nr 2 z 30 listopada 1937 roku w sprawach [...] przeniesienia siedzib i likwidacji jednostek, komendant Straży Granicznej płk Jan Gorzechowski przeniósł siedzibę placówki II linii „Korbielów” do m. Jeleśnia.